# Brownacris namaquensis
Brownacris namaquensis är en insektsart som beskrevs av Brown, H.D. 1972. Brownacris namaquensis ingår i släktet Brownacris och familjen gräshoppor. Inga underarter finns listade i Catalogue of Life.